# André Jacques Garnerin
André Jacques Garnerin (París, 31 de gener 1769 - París, 18 d'agost 1823) fou un aeronauta francès inventor del paracaigudes. El paracaigudes fou estudiat científicament per primera vegada per Leonardo da Vinci (1452-1519), però va ser emprat per primera vegada l'any 1797 per l'aeronauta francès que el perfeccionà i anà utilitzant des d'alçades cada vegada més altes.
De jove estudià Física i el 1793 ingressà a l'exèrcit francès a on promocionà l'ús de globus amb finalitats militars. Però fou capturat i empresonat durant 2 anys a les hostilitats amb Anglaterra. Al seu retorn a França, va començar a fer ascensions en globus, donant la seva primera exhibició de paracaigudisme a París el 1797.
Garnerin es deixà caure sobre París, des d'un globus aerostàtic a una alçada d'uns 1.000 metres, en un paracaigudes proveït d'una barqueta en la qual viatjava, que formava part del baló amb què havia ascendit.
Garnerin, juntament amb la seva muller Jeanne Genieve, que va ser la primera dona en fer un vol en globus en solitari, van rebre el títol d'Aeronàutes Oficials de Napoleó fins que, el 2 de desembre de 1804, per una sèrie d'esdeveniments desafortunats, van ser destituïts d'aquest càrrec.

## Google Doodle
El 22 d'octubre de 2013 Google va crear un Google Doodle animat per a commemorar el 216è aniversari del seu primer salt en paracaigudes.

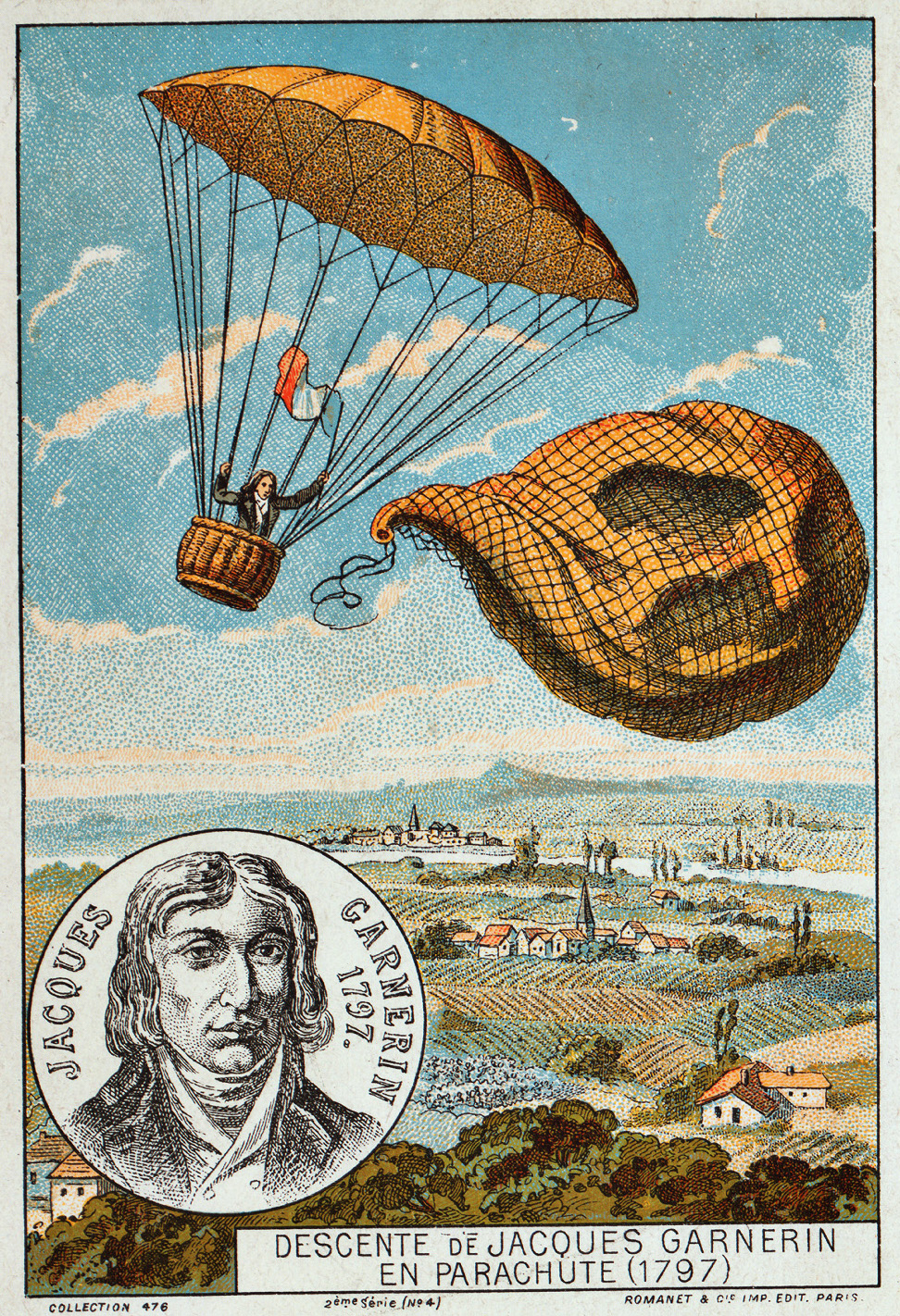
Descens de André Jacques Garnerin en paracaigudes, el 22 Oct 1797
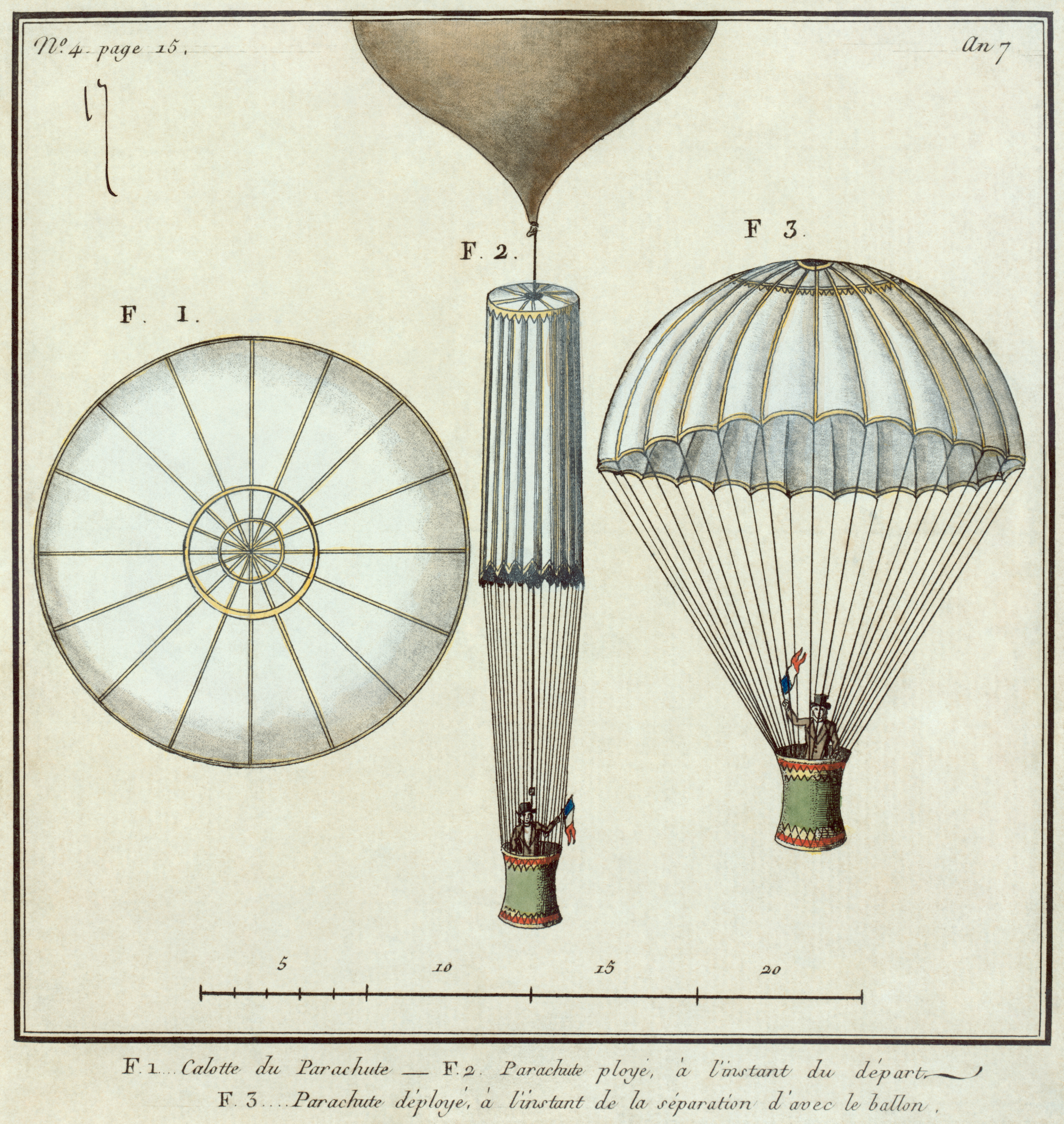
Primer paracaigudes probat per Garnerin al Parc Monceau de Paris el 22 Octubre 1797
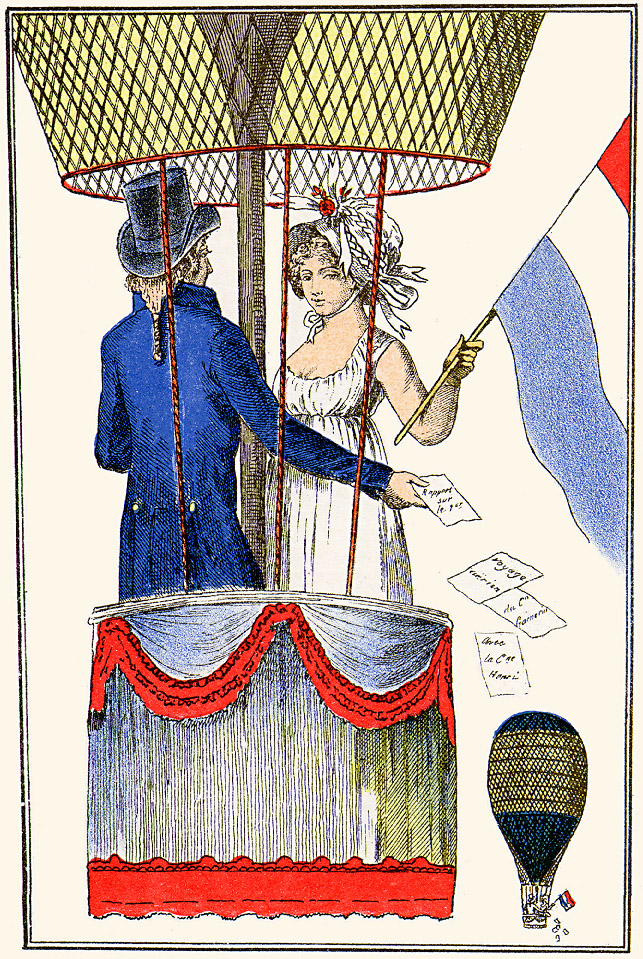
André-Jacques Garnerin i Citoyenne Henri en un vol en globus el 8 de juliol de 1798